# Mesochorus mulleolus
Mesochorus mulleolus är en stekelart som beskrevs av Dasch 1974. Mesochorus mulleolus ingår i släktet Mesochorus och familjen brokparasitsteklar. Inga underarter finns listade i Catalogue of Life.